# Le Golem (film, 1920)
Pour les articles homonymes, voir Le Golem.
Pour plus de détails, voir Fiche technique et Distribution.
Le Golem (Der Golem : Wie er in die Welt kam) est un film allemand réalisé par Paul Wegener et Carl Boese en 1920. Il raconte l'histoire d'un rabbin qui fabrique un monstre dans l'espoir d'en faire son serviteur mais aussi le sauveur de la communauté juive. Celui-ci finit par se retourner contre son créateur, manquant de le détruire. À partir d'un archétype de la littérature fantastique née du folklore juif, Wegener construit un film, considéré comme un des chefs-d'œuvre du cinéma expressionniste allemand. Ce film a eu une grande influence sur le cinéma fantastique, notamment sur le film Frankenstein de James Whale.

## Synopsis
Dans le Prague du XVIe siècle, le rabbin Loew, à la fois philosophe et magicien, qui a vu dans les étoiles l'annonce d'un grand danger pour les Juifs, fabrique une statue d’argile dans laquelle il place le précieux « mot de vie », le tétragramme sacré du nom de Dieu, pour sauver le peuple juif. Il donne alors vie à une colossale statue de glaise, le Golem. Le Golem a une force prodigieuse mais il ne doit s'en servir que pour une mission pacifique. Peu de temps auparavant, l'empereur Rodolphe II a publié un décret intimant aux Juifs de quitter la ville séance tenante. Au même moment, la fille du rabbin, Myriam, tombe amoureuse de Florian, un courtisan et messager de l'empereur.
Rabbi Loew arrive néanmoins à persuader l'empereur de lui montrer le Golem. Il demande au rabbin de prouver sa magie. Celui-ci montre à l'empereur et à sa cour une vision de l'exode des Juifs. Cette vision fait rire les courtisans, ce qui provoque une malédiction, le château commençant à s'effondrer. Le Golem sauve alors la vie de l'empereur et des courtisans en soutenant le plafond qui menaçait de les écraser. En reconnaissance, les Juifs ne sont plus chassés de la ville. Mais alors que le rabbin ôte la vie au Golem, celui-ci est réanimé par son assistant, désireux de chasser Florian de la chambre de la fille du rabbin. Le Golem s'éprend alors de la jeune femme et se dresse alors contre tous ceux qui chercheraient à l'en empêcher et à lui retirer la vie. Il sème alors la terreur dans le ghetto juif. Une fillette innocente lui tend la pomme de la réconciliation. Souriant pour la première fois, il retourne à la poussière.

## Fiche technique
- Titre français : Le Golem
- Titre original : Der Golem : Wie er in die Welt kam
- Réalisation : Paul Wegener et Carl Boese
- Scénario : Paul Wegener et Henrik Galeen
- Musique : Hans Landsberger
- Décors : Hans Poelzig
- Directeur de la photographie : Karl Freund et Guido Seeber
- Costumes : Rochus Gliese
- Production : UFA (Berlin)
- Pays de production : Allemagne
- Format : 35 mm
- Genre : fantastique
- Durée : 91 minutes
- Date de sortie : 1920

## Distribution
- Paul Wegener : le Golem
- Albert Steinrück : Rabbin Loew
- Lyda Salmonova : Miriam, la fille du rabbin
- Ernst Deutsch : le rabbin Famulus
- Hans Stürm : le rabbin Jehuda
- Max Kronert : le serviteur du temple
- Otto Gebühr : l'empereur Rodolphe II
- Lothar Müthel : le chevalier Florian
- Greta Schröder : la jeune fille à la rose
- Loni Nest : une petite fille

## Autour du film
- Le thème du golem a été popularisé en Allemagne par le roman de Gustav Meyrink publié en 1915, Le Golem. En 1920, il a déjà fait l’objet de plusieurs adaptations cinématographiques.
- Paul Wegener, lui-même, s'était déjà intéressé deux fois au thème du Golem. Il a réalisé une première version du film en 1915. Cette version a malheureusement disparu. En 1917, il tourne Der Golem und die Tänzerin (Le Golem et la Danseuse), une comédie. La version de 1920, plus sombre et plus sérieuse, s’attache à revenir aux origines du mythe.
- Le film a fait l'objet d'une réadaptation dans un épisode spécial Halloween des Simpsons
- Le chanteur Black Francis, leader des Pixies, a composé en 2010 une musique originale pour le film

## Sortie vidéo
Le film a été restauré en 4K par la fondation Friedrich Wilhelm Murnau et la Cinémathèque royale de Belgique. Cette version a été éditée en Blu-ray en 2019 en Allemagne chez Universum Films et au Royaume-Uni chez Eureka, collection Masters of Cinema, puis en 2020 aux États-Unis chez Kino Video. Ces différentes éditions proposent des partitions contemporaines, la partition originale du compositeur Hans Landsberger, longtemps considérée comme perdue, n'ayant pu être reconstituée et recréée qu'à la fin 2020.